# Corpus Christi (États-Unis)
Pour les articles homonymes, voir Corpus Christi.
Corpus Christi (en anglais [ˌkɔːrpəs ˈkrɪsti]) est une ville de l'État du Texas, aux États-Unis. Elle est le siège du comté de Nueces. Sa population s’élevait à 305 215 habitants lors du recensement de 2010, estimée à 317 773 habitants en 2020. La ville est le siège du comté de Nueces mais des portions de la localité s’étendent aussi sur les comtés de Aransas, Kleberg et San Patricio.

## Géographie
Corpus Christi est une ville côtière du sud du Texas, au bord de la baie de Corpus Christi, située à 200 km au nord de la frontière avec le Mexique.

## Histoire

### Toponymie
C'est l'explorateur espagnol Alonzo Alvarez de Pineda qui, en 1519, a baptisé la baie où se trouve la ville du nom de Corpus Christi (Corps du Christ en latin), du nom de la fête religieuse catholique éponyme. La bourgade, un simple relais de poste fondé en 1838 par le colonel Henry Lawrence Kinney, est d'abord connue sous le nom de Kinney's Ranch ou Kinney's Trading Post, le nom actuel de la ville datant de 1847.

### Époque contemporaine
C'est, depuis 2004, la ville du pays dont le développement est le plus rapide.[réf. souhaitée]

## Politique et administration
La ville est dirigée par un maire et un conseil de huit membres, élus pour un mandat de deux ans. Depuis 2012, Nelda Martinez est maire de la ville.

## Démographie
Corpus Christi avait une population de 317 773 personnes lors du recensement de 2020, tandis que la population de l'aire urbaine s'élève à 428 185 habitants.
| Groupe          | Corpus Christi | Texas | États-Unis |
| --------------- | -------------- | ----- | ---------- |
| Blancs          | 80,9           | 70,4  | 72,4       |
| Autres          | 9,7            | 10,5  | 6,2        |
| Afro-Américains | 4,3            | 11,9  | 12,6       |
| Métis           | 2,5            | 2,7   | 2,9        |
| Asiatiques      | 1,8            | 3,8   | 4,8        |
| Amérindiens     | 0,9            | 0,7   | 0,9        |
| Océaniens       | 0,1            | 0,1   | 0,2        |
| Total           | 100            | 100   | 100        |
|                 |                |       |            |
| Hispaniques     | 59,7           | 37,6  | 16,7       |

Selon l'American Community Survey pour la période 2011-2015, 61,75 % de la population âgée de plus de 5 ans déclare parler l'anglais à la maison, 35,64 % déclare parler l'espagnol et 2,71 % une autre langue.

## Transports
La ville est desservie par l'aéroport international de Corpus Christi (Corpus Christi International Airport, code AITA : CRP), situé à l'ouest. Elle possède d'autres champs d'aviation tels Cuddihy Field  (code AITA : CUX).

## Musées et tourisme
- Aquarium de l'État du Texas
- USS Lexington
- South Padre Island Drive (SPID) - centre commercial avec de nombreux restaurants et activités

## Jumelages
- Agen (France)
- Tolède (Espagne)
- Keelung (Chine)
- Yokosuka (Japon)

## Personnalités liées à la ville
- Selena
- Eva Longoria
- Kevin Abstract
- Farrah Fawcett